# غوركا غوروزيتا
غوركا غوروزيتا (بالإسبانية: Gorka Guruzeta) (12 سبتمبر 1996 بسان سيباستيان في إسبانيا - ) هو لاعب كرة قدم إسباني في مركز الهجوم. لعب مع أتلتيك بيلباو ب ونادي باسكونيا.

## وصلات خارجية
- غوركا غوروزيتا على موقع الاتحاد الأوربي (الإنجليزية)
- غوركا غوروزيتا على موقع إي إس بي إن إف سي (الإنجليزية)
- غوركا غوروزيتا على موقع قاعدة بيانات كرة القدم.إي يو (الإنجليزية)
- غوركا غوروزيتا على موقع Soccerbase.com (لاعب) (الإنجليزية)
- غوركا غوروزيتا على موقع Soccerway.com (الإنجليزية)
- غوركا غوروزيتا على موقع عالم كرة القدم.نت (الإنجليزية)
- غوركا غوروزيتا على موقع AS.com (الإسبانية)